# Hans Kroon
Gerard Hans Andries Kroon (Amsterdam, 1943) is een Nederlands zakenman en ondernemer.
Hans Kroon is na het afbreken van zijn MULO opleiding aan de slag gegaan als jongste bediende bij de toen nog bescheiden Amsterdamse hoekman Van der Moolen in 1960. Van 1970 tot en met de beursgang van de onderneming in 1986 was Kroon samen met Arie van Os verantwoordelijk voor de uitbouw van de onderneming. Vervolgens werd Kroon bestuursvoorzitter van de beursgenoteerde onderneming en hij bleef dat tot 1997. Kroon bleef daarna aan Van der Moolen verbonden als voorzitter van de Raad van Commissarissen. Na een conflict met de toenmalige CEO Fred Botcher nam hij in 2002 afscheid als commissaris. Zijn carrière bij Van der Moolen heeft Hans Kroon vermogend gemaakt met een geschat privévermogen van 20 miljoen en hij is opgenomen in de rijkstenlijst Quote 500.

## Terugkeer
In 2007 keerde Hans Kroon terug als adviseur bij Van der Moolen. Begin 2009 trad hij publiekelijk op de voorgrond toen werd aangekondigd dat de oud voormalig voorzitter weer voorgedragen zou worden voor een plek in de raad van bestuur, naast de bestuursvoorzitter Richard den Drijver. De AFM had vraagtekens over zijn integriteit en had de benoeming nog niet goedgekeurd. Op 16 juli 2009 werd bekend dat hij afzag van deze aanstelling. Van der Moolen raakte op 10 augustus 2009 in surseance en werd 10 september 2009 failliet verklaard. Op 25 maart 2010 deed de Ondernemingskamer van het Gerechtshof Amsterdam uitspraak over de vermeende bedenkelijke rol van Hans Kroon in het tot stand komen van het faillissement van Van der Moolen. De uitspraak was dat er sprake was van wanbeleid bij Van der Moolen.

## In opspraak
Na de ondergang van Van der Moolen raakte Hans Kroon in opspraak. Hij was als commissaris actief bij Digital Media Power, een onderneming die mede werd geleid door zijn zoon Gaby. Digital Media Power is verkocht aan Avalon Media Group. De aandeelhouders van Digital Media Power hebben hiervoor in totaal 16% van de aandelen van Avalon Media Group B.V. verkregen, er is geen cash betaald. Door deze aandelenruil hebben de twee zonen van Hans Kroon in totaal ca. 6% van de aandelen van Avalon in handen gekregen. Via deze transactie kwam Hans Kroon in contact met Avalon die een online handelsplatform, Tradex, aan het ontwikkelen was, maar nog een partner zocht om de aandelentransacties bij af te wikkelen. Hierop heeft Hans Kroon de bestuurders van Avalon geïntroduceerd bij het bestuur van Van der Moolen. Uiteindelijk heeft Van der Moolen geparticipeerd in Avalon met een bedrag van in totaal 6 miljoen euro. Alhoewel Kroon, naar zeggen van Avalon en hemzelf, nooit geld heeft ontvangen voor de introductie, heeft deze transactie de schijn van belangenverstrengeling. Kroon zou in het verleden verzekeringen Van der Moolen hebben afgesloten bij broer Jimmy. Verder waren er in mei 2009 ‘bedrijfsuitjes’ op kosten van Van der Moolen naar Real Madrid-Barcelona en naar de Grand Prix in Monaco gearrangeerd via het bedrijf van de andere zoon van Hans Kroon, Maurice. Kosten hiervan zijn geschat op € 100.000 volgens het Financieel Dagblad.